# Excentricitet

Excentricitet för några kägelsnitt.

Excentricitet är inom matematiken ett tal som karaktäriserar ett kägelsnitt. Excentriciteten betecknas vanligen e.
Hos en ellips är {\displaystyle 0<e<1} och den kan beräknas som kvoten mellan avståndet mellan brännpunkterna och storaxeln. Där kan excentriciteten ses som ett mått på ellipsens utdragenhet.
För en ellips med storaxeln a och lillaxeln b:
{\displaystyle e={\sqrt {1-{\frac {b^{2}}{a^{2}}}}}}
Följaktligen har en cirkel excentriciteten 0. När excentriciteten närmar sig 1 närmar sig ellipsens form den av en parabel.
För en parabel är excentriciteten 1, och för en hyperbel är den större än 1 och när excentriciteten närmar sig oändligheten närmar sig formen en linje.